# Філен (Каліфорнія)
Філен (англ. Phelan) — переписна місцевість (CDP) в США, в окрузі Сан-Бернардіно штату Каліфорнія. Населення — 13 859 осіб (2020).

## Географія
Філен розташований за координатами 34°26′23″ пн. ш. 117°31′29″ зх. д. / 34.43972° пн. ш. 117.52472° зх. д. (34.439822, -117.524831).  За даними Бюро перепису населення США в 2010 році переписна місцевість мала площу 155,65 км², уся площа — суходіл.

## Демографія
Згідно з переписом 2010 року, у переписній місцевості мешкали 14 304 особи в 4581 домогосподарстві у складі 3574 родин. Густота населення становила 92 особи/км².  Було 5148 помешкань (33/км²).
Расовий склад населення:
| - 75,6 % — білих - 3,1 % — азіатів - 1,9 % — чорних або афроамериканців - 1,0 % — корінних американців - 0,1 % — вихідців з тихоокеанських островів - 13,9 % — осіб інших рас |

До двох чи більше рас належало 4,4 %. Частка іспаномовних становила 28,9 % від усіх жителів.
За віковим діапазоном населення розподілялося таким чином: 27,4 % — особи молодші 18 років, 61,8 % — особи у віці 18—64 років, 10,8 % — особи у віці 65 років та старші. Медіана віку мешканця становила 37,9 року. На 100 осіб жіночої статі у переписній місцевості припадало 104,1 чоловіків;  на 100 жінок у віці від 18 років та старших — 102,8 чоловіків також старших 18 років.
Середній дохід на одне домашнє господарство  становив 62 375 доларів США (медіана — 52 064), а середній дохід на одну сім'ю — 66 543 долари (медіана — 53 026). Медіана доходів становила 56 262 долари для чоловіків та 37 188 доларів для жінок. За межею бідності перебувало 17,0 % осіб, у тому числі 26,8 % дітей у віці до 18 років та 7,9 % осіб у віці 65 років та старших.
Цивільне працевлаштоване населення становило 4779 осіб. Основні галузі зайнятості: освіта, охорона здоров'я та соціальна допомога — 20,2 %, будівництво — 15,9 %, роздрібна торгівля — 12,4 %, транспорт — 12,1 %.